# Горлинская, Лидия Александровна
Лидия Александровна Горлинская (в замужестве Герасимова; 25 октября 1932, Ленинград, СССР — 15 января 2018) — советский тренер и судья по фигурному катанию; ранее фигуристка, двукратная чемпионка СССР 1955 и 1956 годов в парном катании.
Мастер спорта СССР (1954), судья всесоюзной категории. Первая фигуристка СССР, принявшая участие в чемпионате Европы (1956 года) в категории спортивных пар с Юрием Киселёвым.
Окончила в 1965 году ГЦОЛИФК. Работала тренером. Среди её учеников Владимир Ковалёв, Галина Карелина, Геннадий Карпоносов, Вячеслав Жигалин, Елена Жаркова, Василий Благов, Ирина Черняева.

## Спортивные достижения
| Соревнования/Сезоны | 1952 | 1953 | 1954 | 1955 | 1956 |
| ------------------- | ---- | ---- | ---- | ---- | ---- |
| Чемпионаты Европы   |      |      |      |      | 8    |
| Чемпионаты СССР     | 2    | 2    | 2    | 1    | 1    |